# Lottstetten
Lottstetten là một xã ở huyện Waldshut trong bang Baden-Württemberg thuộc nước Đức.
Đường biên giới nối với Thụy Sĩ năm gần thị xã Lottstetten đến thị xã Rafz ở tổng Zurich, Lottstetten đến Solgen cũng ở đô thị Rafz và Nack đến Ischläg ở đô thị Rüdlingen, tổng Schaffhausen.